# آقابالا عبدالله‌یف
آقابالا محمدباقر اوغلو عبدالله‌یف (به ترکی آذربایجانی: Ağabala Məmmədbağır oğlu Abdullayev) (۱۹۱۰، جرلی، قبادلی - ۱۰ اکتبر ۱۹۷۶، فضولی) خوانندهٔ مقام آذربایجانی بود. او شاگرد سید شوشینسکی استاد مقام آذربایجانی بود.
او به دعوت سارابسکی و هشیموف در اپراهای تئاتر دولتی درام فضولی نقش‌های مجنون (لیلی و مجنون - عزیر حاجی‌بیف)، کرم (اصلی و کرم - عزیر حاجی‌بیف)، عسگر (آرشین مال‌آلان - عزیر حاجی‌بیف)، سرور (آن نشد، این یکی - عزیر حاجی‌بیف) و غریب (عاشق غریب - ذولفقار حاجی‌بیف) را ایفا کرده‌است.